# Расдорф (город в Австрии)
Расдорф (нем. Raasdorf) — коммуна (нем. Gemeinde) в Австрии, в федеральной земле Нижняя Австрия.
Входит в состав округа Гензерндорф. Население составляет 584 человека (на 31 декабря 2005 года). Занимает площадь 13,21 км². Официальный код — 3 08 49.

## Политическая ситуация
Бургомистр коммуны — Вальтер Крутис (АНП) по результатам выборов 2005 года.
Совет представителей коммуны (нем. Gemeinderat) состоит из 15 мест.
- АНП занимает 10 мест.
- СДПА занимает 5 мест.

## Ссылки

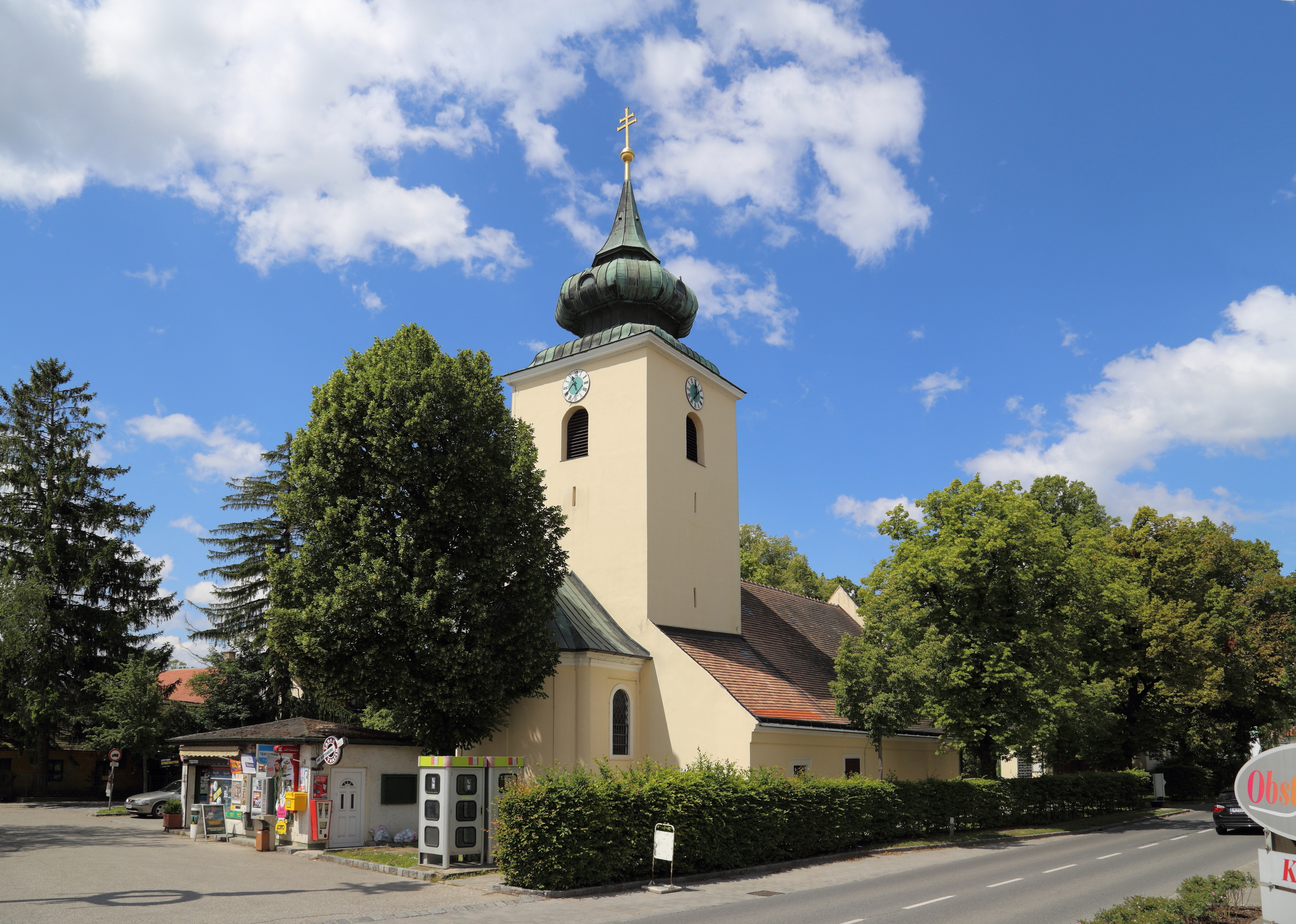
Расдорф